# Lepthyphantes ruwenzori
Lepthyphantes ruwenzori là một loài nhện trong họ Linyphiidae.
Loài này thuộc chi Lepthyphantes. Lepthyphantes ruwenzori được Rudy Jocqué miêu tả năm 1985.